# Gaucelme de Jean
Gaucelme de Jean (ou Gauscelin) est un cardinal français né   à Cahors   et décédé le 3 août 1348 à Avignon. Il est un neveu du pape Jean XXII par sa mère Marguerite Duèze.

## Repères biographiques
De Jean est chanoine à Reims. Il  est créé cardinal par  le pape Jean XXII lors du consistoire du 17 décembre 1316. Le cardinal de Jean  est archidiacre de Northampton, vice-chancelier de la Sainte-Église et trésorier de Litchfield. Il est prébendier de Driffield et Louth. En 1319 de Jean est légat apostolique en France pour négocier une paix avec la Flandre et il arrange un mariage entre la princesse Marguerite, la fille du roi Philippe le Long et Louis de Nevers, le fils aîné du comte de Flandre.
Le cardinal de Jean est nommé grand pénitencier en 1327. Il est archidiacre de Carpentras et de  Saint-Sauveur d'Aix. Il participe au conclave de 1334, lors duquel Benoît XII est élu, et au conclave de 1342 lors de l'élection de Clément VI.
Il a fait construire l'église Saint-Pierre-ès-Liens des Junies et le couvent Notre-Dame des Junies.

## Famille
La famille de Jean est une famille de marchands qui s'est enrichie dans le négoce, originaire de Cahors. Elle possédait le château des Junies.
Son frère Pierre de Jean a été successivement évêque de Meaux, de Viviers de Bayeux et de Carcassonne.
Ses neveux Gaucelme ou Gaucelin de Jean et Gilbert de Jean ont été successivement évêques de Carcassonne après Pierre de Jean.